# Leandro Torres (futbolista)
Leandro Gabriel Torres (Las Heras, Provincia de Mendoza, Argentina, 4 de noviembre de 1988) es un futbolista argentino. Juega de mediocampista y su equipo actual es Cacique Diriangén de Nicaragua.

## Trayectoria
Se formó en las divisiones inferiores del club Ciudad Oeste, La Favorita, Ciudad, Mendoza, pasando al primer equipo del lobison de la mano de Américo Rubén Gallego en el 2004 siendo parte del plantel que obtuvo el Apertura de aquel año, sin embargo, su oportunidad de debutar no se daría hasta el año 2006, el 5 de noviembre ante Independiente.
Luego de su debut en el primer equipo no tendría regularidad hasta la llegada de Fernando Gamboa a la banca leprosa, con el que logró disputar diecisiete partidos siendo catorce como titular, pero con el cambio de mando volvería a la banca disputando once partidos, diez de ellos entrando desde la banca. Para el siguiente torneo no es tomado en cuenta por Roberto Sensini por lo cual parte a préstamo a Godoy Cruz por un año, en el club mendocino comienza jugando pero nuevamente no tendría regularidad teniendo un saldo de veinte partidos jugados y un gol.
A mediados de 2010 nuevamente parte a préstamo, siendo esta vez Emelec de Ecuador su destino siendo pedido por el técnico Jorge Sampaoli. En el club ecuatoriano lograría el subcampeonato y sería alternativa recurrente ingresando dieciséis veces desde la banca, también jugaría la Copa Libertadores 2011 y la Copa Sudamericana 2010. Con la partida del técnico argentino solo jugaría cinco partidos en 2011 por lo cual regresaría a su club formador.
En su regreso a Newell's Old Boys, no jugaría hasta el Clausura 2012 donde solo jugaría once partidos, por lo cual terminado ese torneo planeo regresar a Ecuador para jugar por el Deportivo Cuenca, pero esto finalmente no terminaría en nada quedándose en el club rosarino. Tras jugar solo dos partidos en el Torneo Inicial 2012 decide rescindir su vínculo con Newell's para fichar por el Santiago Wanderers de la Primera División de Chile. En el club chileno tendría un paso muy pobre destacando en pocos partidos, pese a no jugar en su posición habitual como volante por las bandas, terminando de la peor forma su participación lesionado los últimos partidos por lo cual no renueva su préstamo terminado el año 2013.
En el año 2019 llega al Tampico Madero Fútbol Club tras un préstamo por parte del San Luis

## Selección nacional
Ha sido seleccionado con la Selección de fútbol de Argentina en sus divisiones sub-15, 17 y 20 pero nunca ha disputado un torneo oficial.

## Clubes
| Club                 | País        | Año             |
| -------------------- | ----------- | --------------- |
| Newell's Old Boys    | Argentina   | 2006 - 2009     |
| Godoy Cruz           | Argentina   | 2009 - 2010     |
| Emelec               | Ecuador     | 2010 - 2011     |
| Newell's Old Boys    | Argentina   | 2011 - 2012     |
| Santiago Wanderers   | Chile       | 2013            |
| Buriram United FC    | Tailandia   | 2014            |
| Coquimbo Unido       | Chile       | 2014 - 2015     |
| FC Belshina Bobruisk | Bielorrusia | 2016            |
| FC Dinamo Brest      | Bielorrusia | 2016 - 2018     |
| San Luis             | México      | 2018 - 2019     |
| Tampico Madero       | México      | 2019 - 2020     |
| Alebrijes de Oaxaca  | México      | 2021 - presente |

#### Campeonatos nacionales
| Título     | Club              | País   | Año           |
| ---------- | ----------------- | ------ | ------------- |
| Ascenso MX | Atlético San Luis | México | Apertura 2018 |
| Ascenso MX | Atlético San Luis | México | Clausura 2019 |